# 매리언 베일리
매리언 베일리(영어: Marion Bailey, 1951년 5월 5일 ~ )는 잉글랜드의 배우이다. 《미스터 터너》, 《얼라이드》 등에 출연했다.

## 작품 목록
- 《미스터 터너》
- 《얼라이드》